# Сіньпін-Ї-Дайський автономний повіт
24°04′16″ пн. ш. 101°59′22″ сх. д. / 24.07105° пн. ш. 101.98946° сх. д.
Сіньпін-Ї-Дайський автономний повіт (кит. 新平彝族傣族自治县, пін. Xīnpíng Yízú Dăizú Zìzhìxiàn) — один із повітів КНР у складі префектури Юйсі, провінція Юньнань. Адміністративний центр — містечко Гуйшань.

## Географія
Сіньпін-Ї-Дайський автономний повіт лежить на висоті близько 1470 метрів над рівнем моря на заході Юньнань-Гуйчжоуського плато у середній течії річки Хонгха.

### Клімат
Повіт знаходиться у зоні, котра характеризується вологим субтропічним кліматом. Найтепліший місяць — червень із середньою температурою 22,2 °C. Найхолодніший місяць — грудень, із середньою температурою 10,8 °С.
| Клімат повіту Сіньпін-Ї-Дай | Клімат повіту Сіньпін-Ї-Дай | Клімат повіту Сіньпін-Ї-Дай | Клімат повіту Сіньпін-Ї-Дай | Клімат повіту Сіньпін-Ї-Дай | Клімат повіту Сіньпін-Ї-Дай | Клімат повіту Сіньпін-Ї-Дай | Клімат повіту Сіньпін-Ї-Дай | Клімат повіту Сіньпін-Ї-Дай | Клімат повіту Сіньпін-Ї-Дай | Клімат повіту Сіньпін-Ї-Дай | Клімат повіту Сіньпін-Ї-Дай | Клімат повіту Сіньпін-Ї-Дай | Клімат повіту Сіньпін-Ї-Дай |
| Показник                    | Січ.                        | Лют.                        | Бер.                        | Квіт.                       | Трав.                       | Черв.                       | Лип.                        | Серп.                       | Вер.                        | Жовт.                       | Лист.                       | Груд.                       | Рік                         |
| Середній максимум, °C       | 18,3                        | 20,9                        | 24,4                        | 27,1                        | 27,1                        | 26,9                        | 26,4                        | 26,8                        | 25,7                        | 23,4                        | 20,3                        | 17,5                        | 23,7                        |
| Середня температура, °C     | 11                          | 13,2                        | 16,8                        | 19,8                        | 21,4                        | 22,2                        | 21,8                        | 21,4                        | 20,1                        | 18                          | 14                          | 10,8                        | 17,5                        |
| Середній мінімум, °C        | 5,8                         | 7,3                         | 10,5                        | 13,8                        | 16,8                        | 18,9                        | 18,8                        | 18,1                        | 16,8                        | 14,7                        | 10                          | 6,4                         | 13,1                        |
| Норма опадів, мм            | 15.7                        | 18.1                        | 20.1                        | 41.2                        | 102.7                       | 138.7                       | 174.9                       | 174.4                       | 109.5                       | 87                          | 49.7                        | 19.6                        | 951.6                       |
| Вологість повітря, %        | 72                          | 63                          | 55                          | 57                          | 68                          | 78                          | 84                          | 84                          | 83                          | 82                          | 81                          | 79                          | 73.8                        |
| --------------------------- | --------------------------- | --------------------------- | --------------------------- | --------------------------- | --------------------------- | --------------------------- | --------------------------- | --------------------------- | --------------------------- | --------------------------- | --------------------------- | --------------------------- | --------------------------- |
| Джерело: data.cma.cn        |                             |                             |                             |                             |                             |                             |                             |                             |                             |                             |                             |                             |                             |